# アジアハイウェイ13号線
アジアハイウェイ13号線（アジアハイウェイ13ごうせん）は、アジアハイウェイ網の路線の一つ。アジアハイウェイ東南アジア小地域（サブリージョン）の路線の一つ。ベトナム、ラオス、タイの三か国を経由する。総延長は1,406kmである。
アジアハイウェイ1号線とアジアハイウェイ14号線の通過地のベトナムの首都ハノイを起点とする。ハノイから東に向かい、ディエンビエン郊外のタイトラン=タイチャン国境検問所からラオスに入る。
ラオスの区間は北部を北東から南西に向かい斜めに横断し、途中ウドムサイでアジアハイウェイ12号線と交差する。ムアングン=フアイコーン国境検問所からタイ王国に入る。
タイ王国の区間はタイ北部をアジアハイウェイ2号線と並行して南北に縦貫し、終点のタイ北部南端のナコーンサワンに至る。途中、ピッサヌロークでアジアハイウェイ16号線と交差し、ナコーンサワンでアジアハイウェイ1号線と接続する。
タイ王国区間のうちプレーからナコーンサワンまでの区間は大メコン圏南北経済回廊のルートの一部でもある。

## ルート

### ベトナム
区間延長499km
- 国道6号線（ベトナム語版） : ハノイ（アジアハイウェイ1号線、アジアハイウェイ14号線と接続） - ディエンビエン
- 国道279号線（ベトナム語版） : ディエンビエン - タイトラン国境検問所 - （ラオス）

### ラオス
区間延長363km
- 国道2E号線 : タイチャン国境検問所 - ムアンマイ（英語版） - ムアンクア（英語版） - ウドムサイ（アジアハイウェイ12号線と交差）
- 国道2W号線 : ウドムサイ - パークベン（英語版） - ムアングン（ベトナム語版） - ムアングン国境検問所 - （タイ王国）

### タイ王国
区間延長577km
- 国道101号線 : フアイコーン国境検問所 - フアイコーン - ナーン - プレー - デンチャイ（英語版）
- 国道11号線 : デンチャイ - ウッタラディット - ピッサヌローク
- 国道126号線(ピッサヌローク外殻環状道路) : （アジアハイウェイ16号線と合流・分岐）
- 国道117号線 : ピッサヌローク - ナコーンサワン（アジアハイウェイ1号線と接続）

## 参考資料
- Asian Highway （英語） - 国際連合アジア太平洋経済社会委員会による解説
- Asian Highway Route Map (PDF)  （英語） - 国際連合アジア太平洋経済社会委員会によるルート図
- Asian Highway Database （英語） - 国際連合アジア太平洋経済社会委員会によるアジアハイウェイに関するデータベース
- Asian Highway Handbook (PDF)  （英語） - 国際連合アジア太平洋経済社会委員会作成ハンドブック
- Review of Configuration of the Greater Mekong Subregion Economic Corridors (PDF)  （英語） - アジア開発銀行による大メコン圏経済回廊の経緯・現況・将来に関する解説と提言
- アジアハイウェイ・プロジェクトの概要 - 国土交通省総合政策局
- アジアハイウェイとは - 国土交通省総合政策局